# Druhá Polská republika
Druhá Polská republika (polsky II Rzeczpospolita Polska) byl státní útvar, který existoval v letech 1918–1939.
Polská republika vznikla 123 let po zániku svrchovaného polského státu. V prvních letech své existence se druhá republika snažila prosadit své územní nároky a stanovit své hranice, což vedlo k napětí se všemi okolními státy s výjimkou Rumunska a k několika válkám (zejména k rusko-polské válce).
Polská republika byla parlamentní republikou, avšak kvůli neochotě polských politických stran se dohodnout, nacionálnímu napětí a hospodářským potížím byly polské vlády velmi nestabilní. Maršál Józef Piłsudski reputaci parlamentní reprezentativní demokracii, kterou nazýval „sejmokracií“, ještě více podrýval, čímž získával podporu pro státní převrat v květnu 1926 a pro vojenskou diktaturu, která vedla k politické i národnostní perzekuci a potlačování demokratických principů a práv.
Druhá Polská republika zanikla po německé invazi do Polska v září 1939.

## Situace před vznikem Polska
V důsledku trojího dělení Polska zanikl roku 1795 svrchovaný polský stát (polsko-litevská unie), jehož území bylo rozděleno mezi tři státy: Rusko, Prusko (později Německé císařství) a Rakousko (později Rakousko-Uhersko). Nejhorší podmínky Polákům skýtala ruská vláda, která tvrdě potlačovala polské elity a uplatňovala represe vůči katolické církvi. V Německu byla situace o něco příznivější, přesto byly podnikány snahy o germanizaci Poláků a německou kolonizaci Polska. Relativně nejlepší byla pro Poláky situace v rakouském záboru, kde požívali značné autonomie, zároveň se však také jednalo o dosti zaostalou oblast.:s.3-4
Na přelomu 19. a 20. století vznikaly polské politické strany, z nichž nejdůležitější byla Národní demokracie (konzervativní nacionalistická prokatolická strana s prvky antisemitismu pod vedením Romana Dmowského), Polská socialistická strana (strana pod vedením Józefa Piłsudského, která měla vliv zejména v Haliči, kde rovněž disponovala polovojenskými oddíly) a strany bolševických radikálů (Julian Marchlewski, Felix Dzeržinskij).:s.4
Po vypuknutí první světové války se část Poláků zapojila do německého a rakouského vojska v naději na získání autonomie za tyto služby, zatímco polská elita v emigraci vyvíjela diplomatické úsilí, aby prosadilo právo polského národa na sebeurčení.:s.4-5

## Formování hranic Polska (1918–1921)

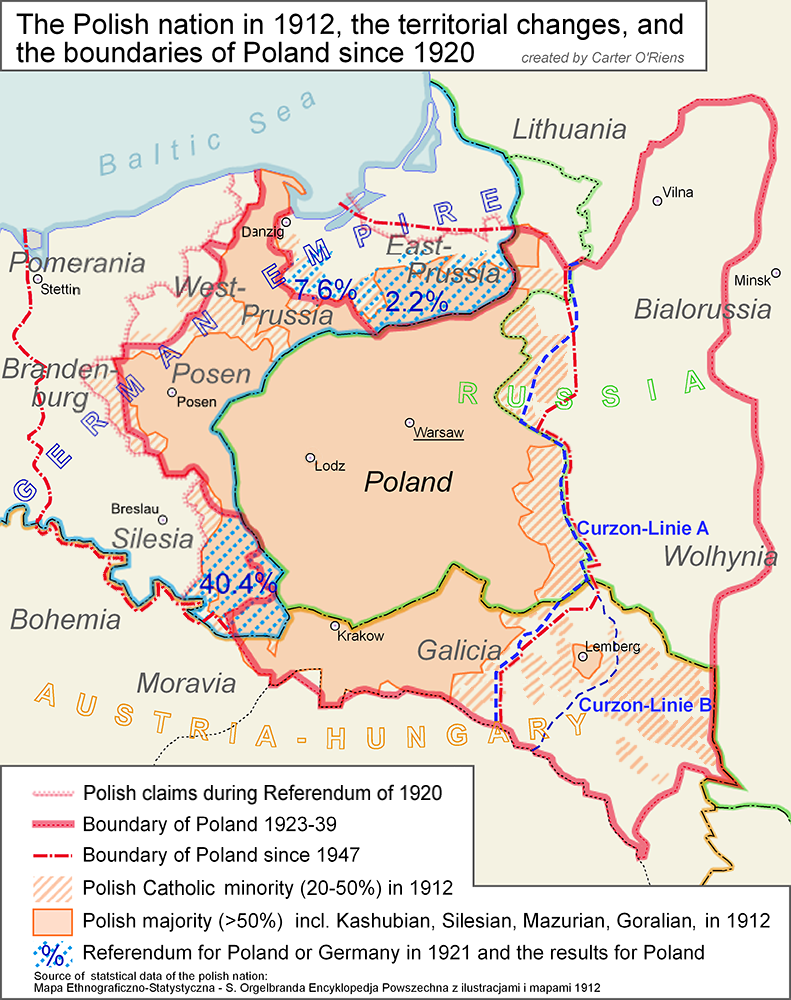
Vývoj polských hranic v 1. polovině 20. století

Po prohře Centrálních mocností v první světové válce 11. listopadu 1918 začaly německé jednotky opouštět polské území a vládu v zemi začaly přebírat provizorní vlády, z nichž byla nejvýznamnější varšavská vláda, v jejímž čele stál Jędrzej Moraczewski a která po několika dnech jmenovala vojenského velitele Józefa Piłsudského „náčelníkem státu“.:s.331-333

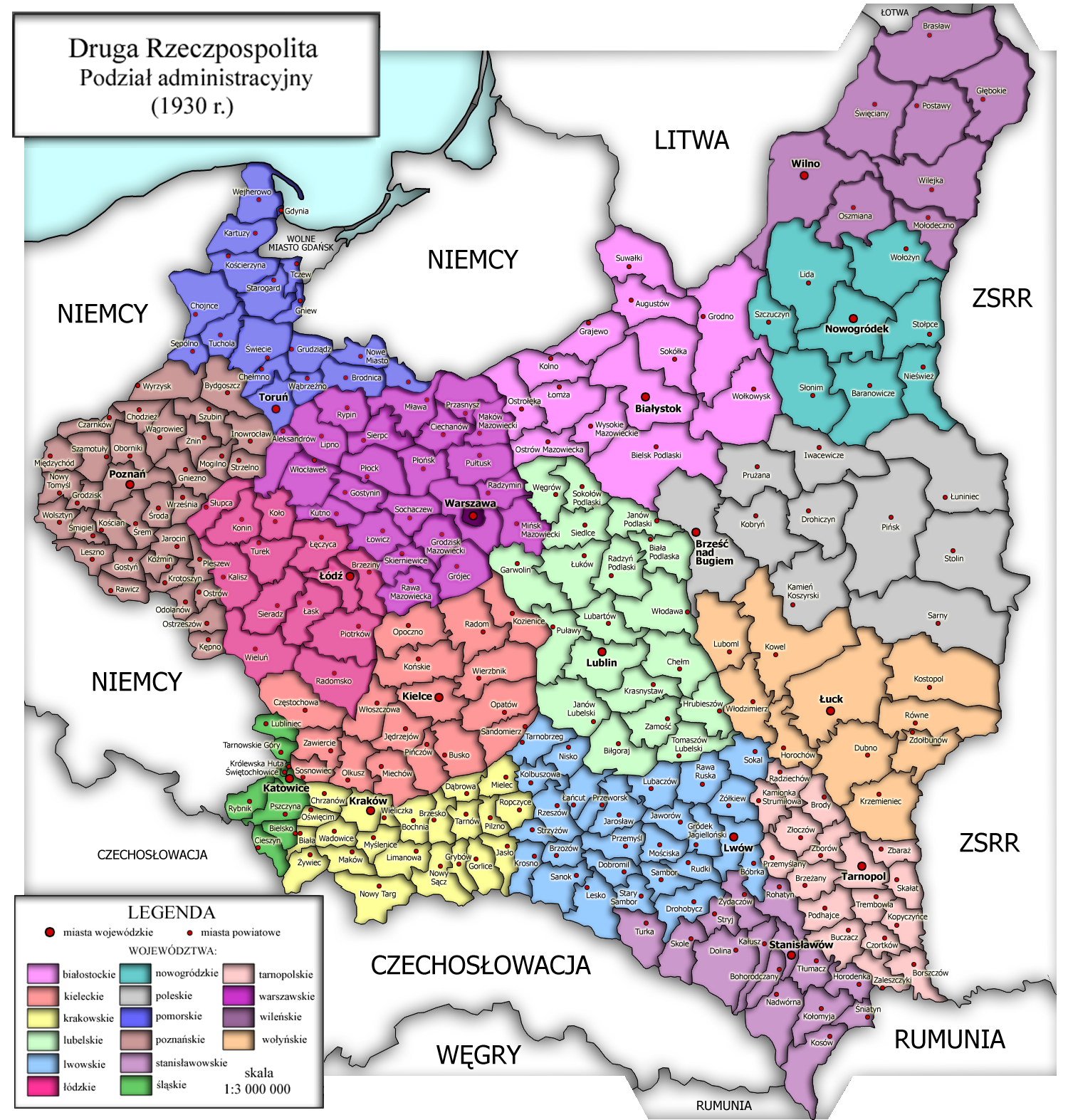
Administrativní členění druhé Polské republiky

Prvořadým úkolem bylo stanovení hranic. Většina polských politiků usilovala o dosažení hranic polsko-litevské unie před prvním dělením Polska (1772), což však naráželo na zájmy okolních států. V otázce západní hranice Polsko spoléhalo na pomoc vítězných mocností a snažilo se uplatňovat princip národního sebeurčení Poláků. Na východě však Poláci tento princip zavrhli, neboť na nárokovaném území tvořili pouhou menšinu, a prosazovali zde proto princip historických hranic, ačkoli to znamenalo potlačení práva na sebeurčení Ukrajinců, Bělorusů či Litevců.:s.346

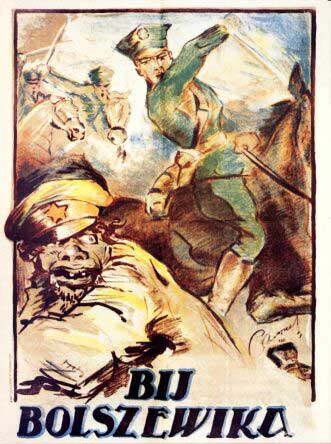
Polský propagandistický protisovětský plagát

Mocnosti polské nároky neodmítly, protože v nich viděly možnost, jak zabránit šíření komunistické revoluce na západ (tento postoj zastávala zejména Francie, když viděla, že bolševici získávají v Rusku navrch). Polská armáda zahájila tažení na východ v dubnu 1919 vpádem do Litvy a Běloruska a koncem téhož měsíce napadla také Ukrajinu. Pak se polský postup zastavil, mimo jiné také kvůli vzpourám obyvatelstva na okupovaném území a nestabilní politické situaci v Polsku. Další ofenzíva začala v dubnu 1920, když Rudá armáda zničila Ukrajinskou národní republiku a Poláci se obávali dalšího sovětského postupu na západ. Polské jednotky dosáhly v preventivním útoku až Kyjeva, v té době však již měli bolševici v ruské občanské válce převahu, a mohli tak na polský postup na východ odpovědět protiútokem.:s.333-345
Sovětskou mírovou nabídku Polsko odmítlo, a tak sovětsko-polská válka pokračovala. Postup Rudé armády byl velmi rychlý, až nakonec v srpnu 1920 oblehla Varšavu, kde však byla v bitvě u Varšavy poražena. Polská armáda vzápětí zahájila rychlou protiofenzívu. 21. září 1921 byl konečně uzavřen rižský mír, který stanovil sovětsko-polskou hranici cca 200 km východně od Curzonovy linie, která do značné míry kopírovala etnickou hranici. S nabytým územím Polsko získalo také velké množství nepolského obyvatelstva, což způsobovalo nacionální pnutí ve státě.:s.345-350
Polské nároky na jihozápadě vedly ke sporům s Československem, které propukly v sedmidenní válku. Konference ve Spa nakonec rozhodla o rozdělení Těšínska mezi Polsko a ČSR.
Při utváření západní hranice k válce nedošlo, ani zde však situace nebyla klidná. V průběhu let 1918-1921 vypuklo na německém území s velkým počtem polského obyvatelstva k několika povstáním (v Poznaňsku a v Horním Slezsku). Versailleská smlouva téměř celé Poznaňsko a velkou část Západního Pruska Polsku přiřkla rovnou, část Horního Slezska však Polsko získalo roku 1921 po tamějším plebiscitu a dalším povstání.:s.334-353

## Potíže demokratického zřízení (1918–1926)

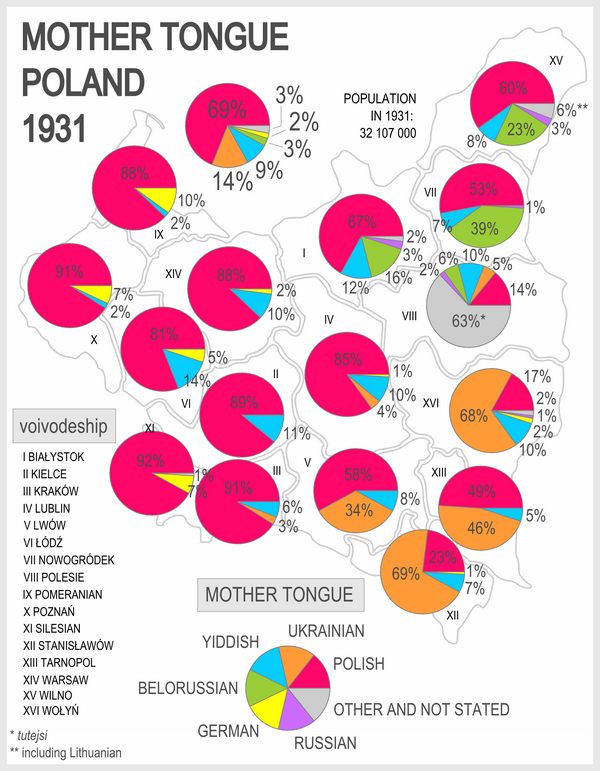
Jazyková mapa Polské republiky roku 1931 podle vojvodství

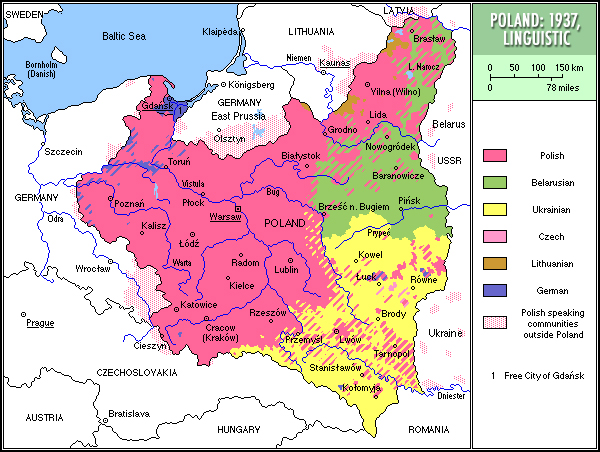
Jazyková mapa Polské republiky roku 1937

Po 123 letech neexistence suverénního polského státu čelilo znovuzrozené Polsko závažným výzvám. Války spojené s utvářením hranic vedlo po první světové válce k dalšímu vyčerpání Polska. Po záboru východních etnicky nepolských území navíc Poláci tvořili v Polsku pouze cca 69 % obyvatelstva, velmi významně byli zastoupeni Ukrajinci, Židé či Němci. Nacionální napětí pak bylo ještě více umocňováno tím, že mnohé průmyslové podniky byly vlastněny Němci či Židy.:s.353-356
Neúspěchy na válečné frontě taky vedly k destabilizaci politické situace a k pádu několika polských vlád. Ústava z roku 1921 (vešla v platnost následujícího roku) sice charakterizovala Polsko jako demokratickou parlamentní republiku s rovnými právy občanů, ve skutečnosti však byla zvýhodňována katolická církev a Bělorusové a Ukrajinci byli diskriminováni, na východě Polska proto propukala ozbrojená povstání. Ani atentát na prezidenta Narutowicze při jeho inauguraci, hyperinflace, německo-polská celní válka, stávky či neustálé štěpení a přeskupování politických stran ke stabilitě Polska vůbec nepřispělo.:s.356-360
V roce 1922 byla Střední Litva anektována Polskem.
Ústava byla navíc namířena proti Piłsudskému z obavy z jeho přílišného vlivu na armádu. Dvoukomorový parlament (sejm a senát) volil prezidenta, jehož pravomoci však byly velmi omezené (nebyl ani vrchním velitelem ozbrojených sil, ani nemohl rozpustit sejm). Piłsudski o takto omezenou roli ve státě nestál a rozhodl se takto nastavené rozložení moci ve státě nabourat. Díky účinné propagandě, při které diskreditoval politiky a zdůrazňoval jejich morální úpadek, a díky tomu, že se polští občané v pro ně novém demokratickém systému neorientovali, získával Piłsudski podporu armády i veřejnosti, s níž pak roku 1926 mohl provést státní převrat.
V tomto období Polsko uzavřelo pakt s Francií a Rumunskem, aby tak získalo oporu v sevření dvou mocností: Německa a Sovětského svazu. Během první poloviny 20. let nastalo také mírné sbližování s Československem.:s.157n

## Sanační režim (1926–1939)

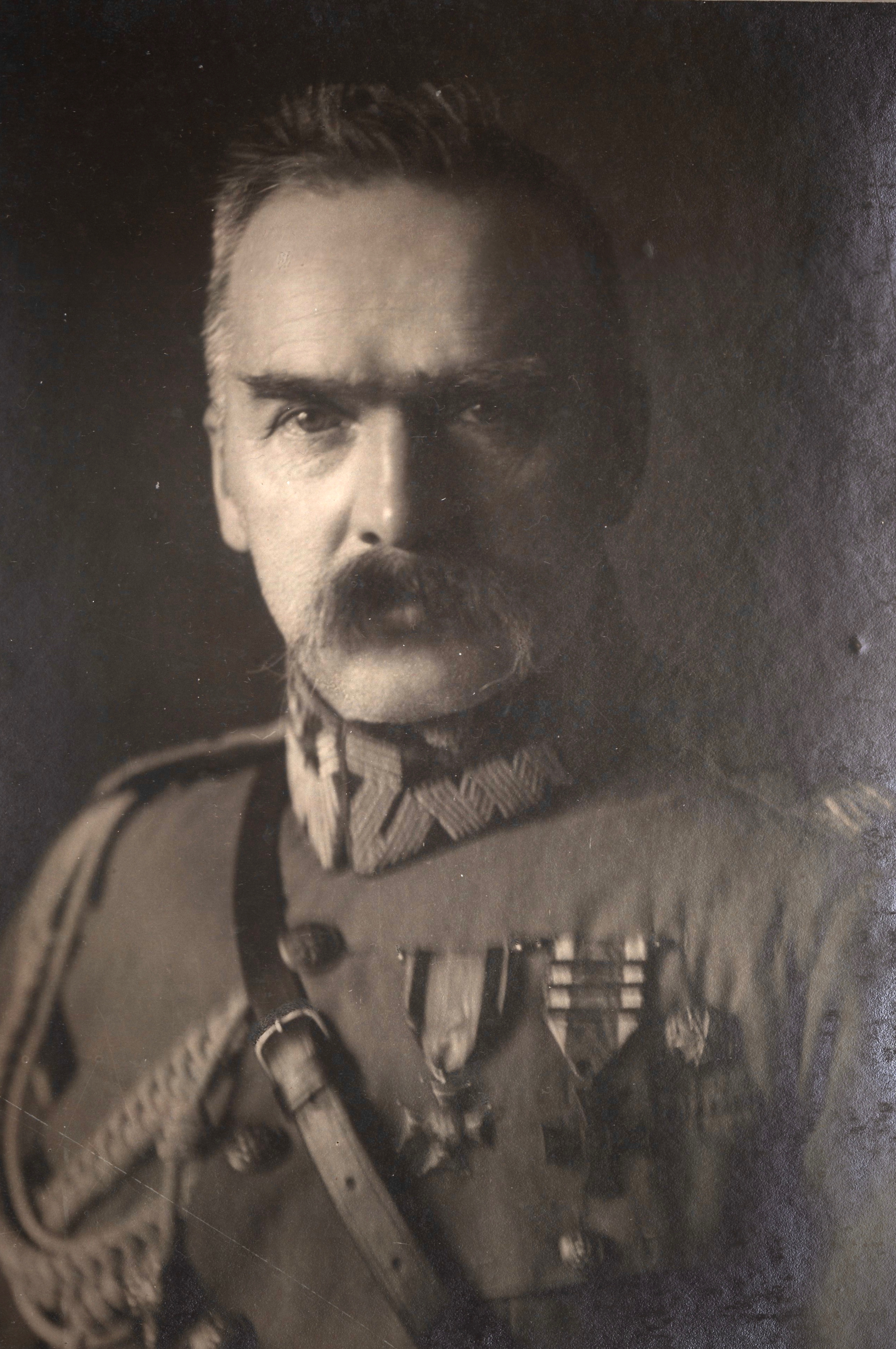
Józef Piłsudski

Když začal Józef Piłsudski nestabilní demokracii, kterou nazýval „sejmokracií“, napadat a požadoval „generální ozdravění“ polské politiky (odtud termín sanace), získal poměrně snadno dost příznivců a podařilo se mu ovládnout vojsko, se kterým 14. května 1926 obsadil Varšavu a donutil prezidenta i vládu podat demisi.:s.358-361
Nový režim výrazně posílil pravomoci prezidenta a předsedy vlády a stal se vojenskou diktaturou, zároveň však odmítal být spojován s jakoukoliv politickou ideologií.:s.11 Piłsudski se domníval, že oslabený Sejm nebude s to klást odpor, brzy se však ukázalo, že Sejm se poslušným nástrojem režimu nestane. Režim se snažil využívat nejednoty politických stran, tvrdě potíral zejména komunistickou opozici.:s.364-367
Díky Piłsudského stykům s velkostatkáři a finančníky a podpoře amerických bank zprvu Polsko za sanačního režimu zažívalo hospodářskou konjunkturu. Na přelomu 20. a 30. let se však začala i na polské ekonomice projevovat hospodářská krize, což vedlo k zesílení opozičního hnutí, stávkám a demonstracím, na což režim odpověděl represemi, zatýkáním poslanců a členů opozičních stran, pacifikační expedicí do východních vojvodství a zmanipulováním voleb do Sejmu.:s.368-372
Krom toho se vláda snažila odvrátit pozornost veřejnosti k zahraničním problémům – podporovala polské nacionalisty na Těšínsku a podporovala nacistické a maďarské nároky vůči Československu. V třicátých letech se Polsko snažilo normalizovat vztahy se dvěma svými největšími sousedy. 25. července 1932 byl uzavřen polsko-sovětský pakt o neútočení na 3 roky. Pakt byl obnoven 5. května 1935. 26. ledna 1934 byl uzavřen také polsko-německý pakt o neútočení.:s.372-378
Roku 1935 Piłsudski sice zemřel, tato událost však příliš změn nepřinesla. Téhož roku byla vydána oktrojovaná ústava, která soustředila moc do rukou prezidenta, který byl odpovědný výhradně „Bohu a dějinám“. Byla také zrušena rovnost občanů, jejichž práva byla stanovena podle „hodnoty jejich úsilí a zásluh ve prospěch všeobecného dobra“. Třemi nejvýznamnějšími muži ve státě byl prezident Ignacy Mościcki, generální inspektor ozbrojených sil Edward Rydz-Śmigły a ministr zahraničí Józef Beck. Snaha legalizovat svou moc skrze volby do Sejmu nevyšla, a proto represe i nadále pokračovaly, stejně jako vzrůstalo opoziční hnutí, jehož členové nyní působili již také v zahraničí.:s.379-387 Dokonce i v rámci představitelů sanačního režimu se začaly projevovat názorové rozdíly mezi umírněnou „generálskou skupinou“ a radikální a antisemitskou „plukovnickou skupinou mladších důstojníků“, která propagovala fašismus.:s.12
Rostoucí bojovnost polského státu měla přenést problém na otázky zahraniční politiky, Polsko podporovalo snahu Německa, Maďarska a henleinovců rozbít Československo. Po uzavření Mnichovské dohody polské vojsko okupovalo většinu české části Těšínska, osídlenou polskou menšinou (35 % místního obyvatelstva podle výsledků československého sčítání lidu z roku 1930). Teprve po obsazení druhé Československé republiky nacisty v březnu 1939 si Polsko uvědomilo, jak byla jeho zahraniční politika krátkozraká a že brzy dojde i na ně – Spojené království a Francie sice vydaly záruky nezávislosti Polska, to však Polsko nezachránilo před nacistickou a sovětskou invazí a okupací, které ukončily existenci druhé Polské republiky.:s.387-396